# Legend of the Wu-Tang: The Videos
Legend of the Wu-Tang: The Videos – album wideo amerykańskiej grupy hip-hopowej Wu-Tang Clan wydany 13 czerwca 2006 roku nakładem BMG Records. Wideo przedstawia stare teledyski i nie publikowane dotąd materiały o powstaniu grupy.

## Lista utworów
1. Method Man [DVD]
2. C.R.E.A.M. [DVD]
3. Can It Be All So Simple [DVD]
4. Protect Ya Neck [DVD]
5. Da Mystery of Chessboxin’ [DVD]
6. Wu-Tang Clan Ain’t Nuthing Ta F’ Wit/Shame on a Nigga
7. It’s Yourz/Older Gods [DVD]
8. Reunited [DVD]
9. Triumph [DVD]
10. Protect Ya Neck (The Jump Off) [DVD]
11. Gravel Pit [DVD]
12. Careful (Click, Click) [DVD]
13. I Can’t Go To Sleep [DVD]
14. Uzi (Pinky Ring) [DVD]
15. Method Man [Nie publikowana wersja]
16. Old Man
17. Bonus Material